# Maria Spiridonova

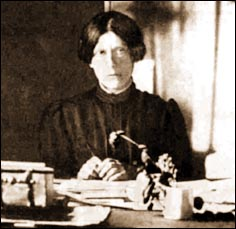
Maria Spiridonova

Maria Spiridonova, ryska Мария Спиридонова, född 16 oktober 1884 i Tambov, Kejsardömet Ryssland, död 11 september 1941 i Orjol, Sovjetunionen, var en ledande rysk revolutionär som var medlem i det Socialistrevolutionära partiet. Hon var anhängare av individualmilitans som strategi och motståndare till Lenin.

## Biografi
Spiridonova utbildade sig till sjuksköterska och gick med i det Socialistrevolutionära partiet under sin utbildning. I januari 1906, vid 18 års ålder, mördade hon guvernören G.N. Luzhenovskij som var den som hade beordrat det brutala kväsandet av ett bondeuppror under ryska revolutionen 1905. Hon sköt Luzhenovskij i ansiktet med en revolver vid järnvägsstationen i Borisoglebsk (nuvarande Daugavpils i Lettland). Efter att ha arresterats utsattes hon för grov fysisk misshandel och sexuella övergrepp av ryska soldater. De drog henne med ansiktet ned över kullerstenstrappor, piskade henne och släckte cigaretter mot hennes bröst. Trots denna brutala behandling angav Spiridnonova ingen annan för inblandning i mordet på Luzhenonvskij. Bakom lyckta dörrar dömdes hon till döden. Efter kraftiga protester både inom Ryssland men också från Europa och Amerika omvandlades straffet till livstids fängelse i exil i Sibirien. I Maltzevskaja-fängelset utsattes hon för fysisk bestraffning och drabbades av tuberkulos. 
Efter 12 års fängelsevistelse utbröt februarirevolutionen 1917 och Spiridonova fick amnesti och blev frigiven. Efter att ha kommit ut ur fängelset planerade hon tillsammans med andra sprängningen av Chuti-fängelset där hon också hade suttit inspärrad. Hon hade också önskemål om att spränga Peter och Paul-fängelset i Petrograd men detta verkställdes aldrig. 1917 bröt sig Spiridonova ur Socialistrevolutionära partiet och formade tillsammans med några andra utbrytare det Vänsterorienterade Socialistrevolutionära Partiet, LSR). LSR var starkt kritiska mot bolsjevikernas undertecknande av freden i Brest-Litovsk samtidigt som de också var kritiska mot bolsjevikernas syn på det framtida ägandet och användandet av jordbruksmarken. 
I juli 1918 organiserade LSR ett uppror mot bolsjevikerna. Upproret misslyckades och de slogs ned av de bolsjeviktrogna soldaterna i Lettlands röda skyttar. Efter detta nederlag blev flera medlemmar ur LSR förda till Kitaj-gorod-distriktet i Moskva. Under de närmaste åren blev Spiridonova arresterad två gånger och fängslad en längre tid. Enligt anarkisten Emma Goldman som i hemlighet träffade Spiridonova i juli 1920, så blev hon i fängelset utsatt för skenavrättningar genom att hon mitt i natten drogs ur sin cell och informerad om att hon omedelbart skulle avrättas genom arkebusering. Detta var enligt Goldman en metod som tjekan gärna använda sig av vid denna tid. Spiridonova träffade också under denna tid den feministiska författaren Louise Bryant. 
Efter fängelsevistelsen höll sig Spiridonova och några av hennes vänner i exil i Ufa i Basjkirien. Under Stalins regim blev hon tillsammans med tolv andra medlemmar i LSR arresterad i Ufa, anklagade för förberedelse till ett bondeuppror. Den 8 mars 1937 dömdes Spiridonova av en militärdomstol till ett 25 år långt fängelsestraff. I fängelset inledde hon en hungerstrejk vilket ledde till att hon blev förd till isolation i Orjol-fängelset tillsammans med över 150 andra politiska fångar, bland dem Christian Rakovskij och Olga Kameneva, blev Maria Spiridonova avrättad utanför Orjol den 11 september 1941. Avrättningen skedde strax efter den tyska invasionen av Sovjetunionen och var en av flera massavrättningar av fängslade som NKVD utförde under 1941. 